# Kalibening (Sukoharjo)
Kalibening is een bestuurslaag in het regentschap Wonosobo van de provincie Midden-Java, Indonesië. Kalibening telt 2422 inwoners (volkstelling 2010).